# Вяльчин, Иван Сергеевич
Иван Сергеевич Вяльчин (12 сентября 1924 года, село Никольское, Пензенская губерния — 27 мая 1990 года, Ангарск, Иркутская область) — бригадир электрообмотчиков Ангарской ТЭЦ-1, Иркутская область, Герой Социалистического Труда (1971).

## Биография
Родился в селе Никольское Сосновоборского района. Участник Великой Отечественной войны. С 1942 года в Красной Армии. Участвовал в боях с японскими милитаристами. Был тяжело ранен. Демобилизован в 1948 году.
После демобилизации работал в Алма-Ате, затем отправился на комсомольскую стройку в Ангарск для строительства Ангарской ТЭЦ-1. За 19 лет работы Иван Сергеевич проявил себя блестящим работником, и в 1971 году за выдающиеся успехи в выполнении заданий пятилетнего плана и социалистических обязательств было присвоено звание Героя Социалистического труда.с вручением Золотой Звезды и ордена Ленина. Был награждён также орденом «Знак Почёта».
Выдвигался в депутаты областного и городского Советов народных депутатов.
Умер в 1990 году.

## Награды
- орден Отечественной войны II степени (21.2.1987)[2]
- медали:
  - 20 лет Победы в Великой Отечественной войне 1941—1945 гг.
  - За победу над Японией[1].